# Jim Harrison
James 'Jim' Harrison (Grayling, Michigan, 11 de desembre de 1937 - Patagonia, Arizona, 26 de març de 2016) fou un escriptor estatunidenc. Va escriure novel·les, poesia, assaig, entrevistes i fins i tot llibres de cuina.

## Biografia
Harrison va néixer a Grayling, Michigan, on el seu pare, Winfield Sprague Harrison, era agent agrícola del comtat. La seva mare es deia Norma Oliva Wahlgre Harrison.
Va quedar cec d'un ull en la seva infantesa. Quan tenia 21 anys va perdre al seu pare i germana en un accident d'automòbil. Després d'alguns anys va la Universitat Estatal de Michigan, on es va graduar en Literatura comparada, i va treballar algun temps com a professor a la Stony Brook University. No gaire convençut de la seva carrera com a professor, va publicar el seu primer llibre de poemes.
Els seus treballs van aparèixer a The New Yorker, Esquire, Sports Illustrated, Rolling Stone, Outside, Playboy, Men's Journal i The New York Times Magazine. Va publicar diverses col·leccions de novel·les, inclosa la famosa Legends of the Fall (1979), que va ser dues vegades adaptada al cinema: Revenge (1990) i Legends of the Fall (1994).
Molts dels escrits de Harrison tracten de temes regionals i populars d'Amèrica del Nord, de llocs com les praderies i dunes de Nebraska, la península de Michigan i les muntanyes de Montana.
Va viure entre la ciutat de Patagònia, a l'estat d'Arizona, i Montana. Harrison va morir d'un atac de cor el 26 de març de 2016 a Patagonia.

## Obra

### Ficció
- Wolf: A False Memoir (1971)
- A Good Day to Die (1973)
- Farmer (1976)
- Legends of the Fall (Tres novel·les curtes: "Revenge", "The Man Who Gave Up His Name" i "Legends of the Fall") (1979)
- Warlock (1981)
- Sundog: The Story of an American Foreman, Robert Corvus Strang (1984)
- Dalva (1988)
- The Woman Lit By Fireflies (Tres novel·les curtes: "Brown Dog", "Sunset Limited" i "The Woman Lit by Fireflies") (1990)
- Julip (Three novellas: "Julip", "The Seven-Ounce Man" i "The Beige Dolorosa") (1994)
- The Road Home (1998)
- The Beast God Forgot to Invent (Tres novel·les curtes: "The Beast God Forgot to Invent", "Westward Ho" i "I Forgot to Go to Spain") (2000)
- True North (2004)
- The Summer He Didn't Die (Tres novel·les curtes: "The Summer He Didn't Die", "Republican Wives" i "Tracking") (2005)
- Returning To Earth (2007)
- The English Major (2008)
- The Great Leader (2011)

### Literatura infantil
- The Boy Who Ran to the Woods (il·lustrat per Tom Pohrt) (2000)

### No ficció
- Just Before Dark: Collected Nonfiction (1991)
- The Raw and the Cooked (1992)
- The Raw and the Cooked: Adventures of a Roving Gourmand (2001)
- Off to the Side: A Memoir (2002)

### Poesia
- Plain Song (1965)
- Walking (1967)
- Locations (1968)
- Outlyer and Ghazals (1971)
- Letters to Yesenin (1973)
- Returning to Earth (1977)
- Selected and New Poems, 1961-1981 (1981)
- Natural World: A Bestiary (1982)
- The Theory & Practice of Rivers (1986)
- The Theory & Practice of Rivers and New Poems (1989)
- After Ikkyu and Other Poems (1996)
- The Shape of the Journey: New and Collected Poems (1998)
- Braided Creek: A Conversation in Poetry (amb Ted Kooser) (2003)
- Livingston Suite (2005)
- Saving Daylight (2006)